# Estación de Vilajuiga
Vilajuiga (en catalán y según Adif Vilajuïga) es una estación ferroviaria situada en el municipio español de Vilajuiga, en la provincia de Gerona, comunidad autónoma de Cataluña. Dispone de servicios de Media Distancia operados por Renfe.

## Situación ferroviaria
La estación se encuentra en el punto kilométrico 83 de la línea Barcelona-Cerbère en su sección Massanet-Massanas a Port Bou y Cerbère a 26,6 metros de altitud. El tramo es de vía doble y está electrificado.

## Historia
La estación fue inaugurada el 20 de enero de 1878 con la puesta en marcha del tramo Figueras - frontera francesa de la línea que unía Barcelona con la frontera francesa. Las obras corrieron a cargo de la Compañía de los ferrocarriles de Tarragona a Barcelona y Francia o TBF fundada en 1875. En 1889, TBF acordó fusionarse con la poderosa MZA. Dicha fusión se mantuvo hasta que en 1941 la nacionalización del ferrocarril en España supuso la desaparición de todas las compañías privadas existentes y la creación de RENFE. 
Desde el 31 de diciembre de 2004 Renfe Operadora explota la línea mientras que Adif es la titular de las instalaciones ferroviarias.

## La estación
Está situada al oeste del núcleo urbano. Ya no conserva su pequeño edificio para viajeros con lo que su funcionamiento es similar al de un apeadero. Cuenta con dos vías principales y una vía derivada que prácticamente carece de uso. A las mismas acceden dos andenes, uno lateral y otro central.

## Servicios ferroviarios

### Media Distancia
El tráfico de Media Distancia con parada en la estación tiene como principales destinos Barcelona, Portbou y Cerbère. 
| Línea MD | Trenes   | Origen/Destino |  | Destino/Origen  | Equivalente Rodalies de Catalunya |
| -------- | -------- | -------------- |  | --------------- | --------------------------------- |
| 33       | Regional | Barcelona      |  | Portbou Cerbère |                                   |